# R136c
R136c可能雙星系統，位於劍魚座R136中。R136是大麥哲倫雲蜘蛛星雲NGC 2070中心的一個緊密的恆星團。
NGC 2070是一個疏散星團，質量為450,000個太陽質量，包含10,000顆恆星。R136c的質量為142 M☉，光度為380萬L☉，是已知質量最大、最亮的恆星之一，同時也是溫度最高的恆星之一，溫度超過40,000K。
R136c於1980年首次被 Feitzinger 解析並命名，同時解析的還有R136a和R136b。